# NGC 774
NGC 774 is een lensvormig sterrenstelsel in het sterrenbeeld Ram. Het hemelobject werd op 16 oktober 1784 ontdekt door de Duits-Britse astronoom William Herschel.

## Synoniemen
- PGC 7536
- UGC 1469
- MCG 2-6-8
- ZWG 438.10